# Swing Revisited
Swing Revisited – album jazzowy we współpracy polskiego wokalisty Stanisława Soyki i szwedzko-duńskiej orkiestry Roger Berg Big Band ze standardami m.in. Duke’a Ellingtona i Raya Charlesa. Ukazał się 14 kwietnia 2015 nakładem Universal Music Polska.

Nagrania uzyskały status platynowej płyty.

## Lista utworów
| 1.  | „Let the Good Times Roll”       | 3:13  |
|     |                                 |       |
| 2.  | „Caravan”                       | 3:48  |
|     |                                 |       |
| 3.  | „Don't Get Around Much Anymore” | 2:53  |
|     |                                 |       |
| 4.  | „Fly Me to the Moon”            | 2:35  |
|     |                                 |       |
| 5.  | „Come Sunday”                   | 2:54  |
|     |                                 |       |
| 6.  | „Hallelujah, I Love Her So”     | 2:49  |
|     |                                 |       |
| 7.  | „I'm Just a Lucky So and So”    | 3:27  |
|     |                                 |       |
| 8.  | „It Had to Be You”              | 2:19  |
|     |                                 |       |
| 9.  | „Love You Madly”                | 4:31  |
|     |                                 |       |
| 10. | „My Funny Valentine”            | 3:04  |
|     |                                 |       |
| 11. | „Night and Day”                 | 4:22  |
|     |                                 |       |
| 12. | „Satin Doll”                    | 2:42  |
|     |                                 |       |
| 13. | „Take the "A" Train”            | 3:20  |
|     |                                 |       |
| 14. | „When I Fall in Love”           | 3:34  |
|     |                                 |       |
|     |                                 | 45:31 |
|     |                                 |       |